# Окленд (Каліфорнія)
Окленд (англ. Oakland) — місто (англ. city) в США, в окрузі Аламіда штату Каліфорнія. Розташований на узбережжі затоки Сан-Франциско, третє за населенням місто області затоки Сан-Франциско після Сан-Хосе і Сан-Франциско. Населення — 440 646 осіб (2020).

## Географія

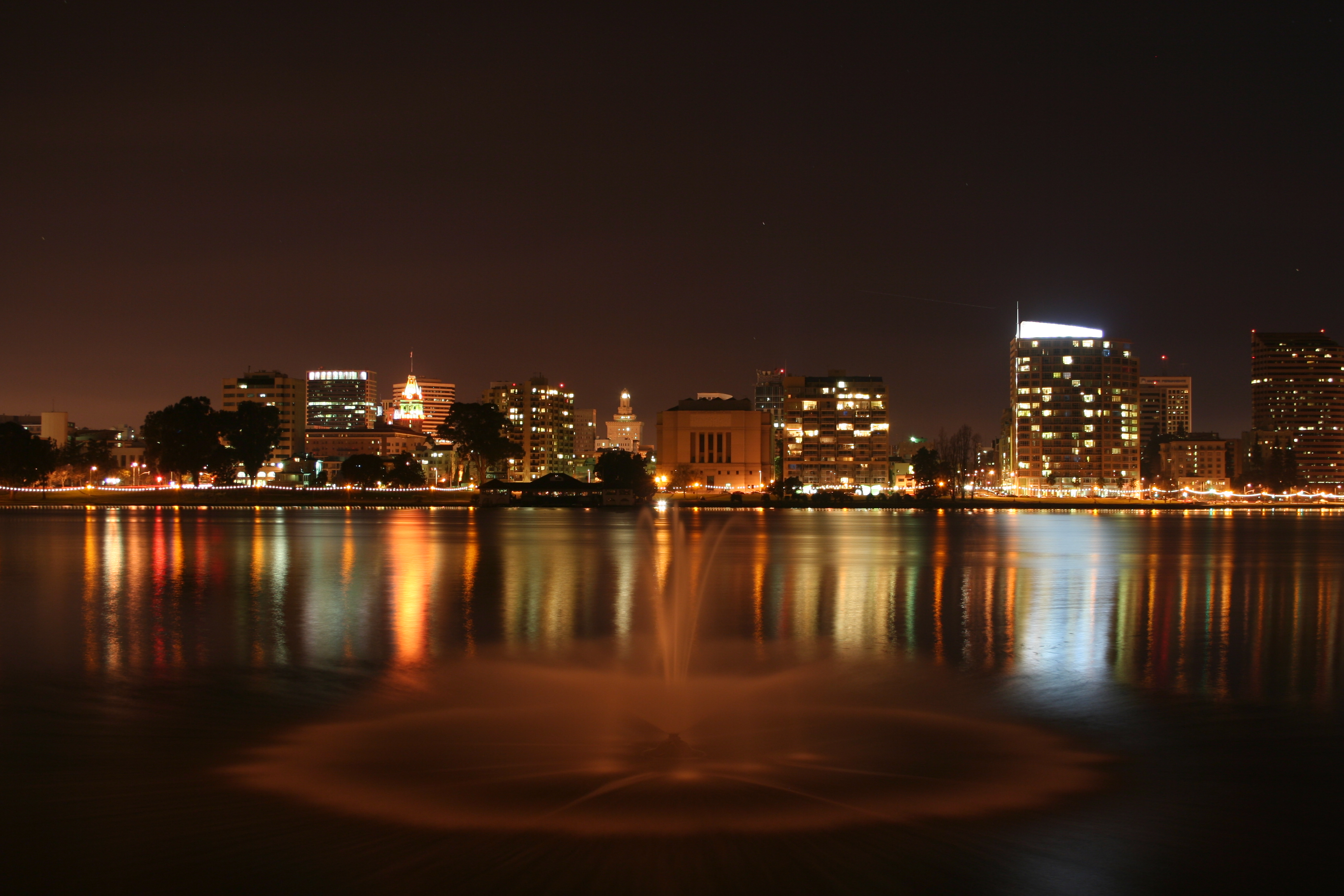
Окленд та озеро Мерріт

Окленд розташований за координатами 37°46′11″ пн. ш. 122°13′32″ зх. д. / 37.76972° пн. ш. 122.22556° зх. д. (37.769857, -122.225640).  За даними Бюро перепису населення США в 2010 році місто мало площу 202,02 км², з яких 144,48 км² — суходіл та 57,54 км² — водойми.
Дві третини території займає рівнина, що примикає до затоки і третина розташована на пагорбах. Однією з визначних пам'яток Окленда є озеро Мерріт (англ. Lake Merrit), найбільше солоне озеро США, розташоване в міській межі.

## Клімат
Клімат Окленда за температурою і сезонною вологістю близький до середземноморського. Він поєднує характерні риси прибережних міст, таких як Сан-Франциско, і віддалених від узбережжя, таких як Сан-Хосе, в Окленді зазвичай тепліше ніж у Сан-Франциско і холодніше ніж у Сан-Хосе. Хоча він не примикає безпосередньо до Тихого океану, розташування міста відносно затоки Сан-Франциско, прямо навпроти протоки Золоті ворота, є причиною сильного морського туману влітку. Оскільки значна частина міста віддалена від узбережжя, туман розсіюється до полудня і вдень, зазвичай, сонячно.
| Клімат : Окленд                       | Клімат : Окленд | Клімат : Окленд | Клімат : Окленд | Клімат : Окленд | Клімат : Окленд | Клімат : Окленд | Клімат : Окленд | Клімат : Окленд | Клімат : Окленд | Клімат : Окленд | Клімат : Окленд | Клімат : Окленд | Клімат : Окленд |
| Показник                              | Січ.            | Лют.            | Бер.            | Квіт.           | Трав.           | Черв.           | Лип.            | Серп.           | Вер.            | Жовт.           | Лист.           | Груд.           | Рік             |
| Абсолютний максимум, °C               | 25,6            | 27,2            | 31,1            | 36,1            | 40,6            | 41,1            | 39,4            | 37,2            | 42,8            | 39,4            | 28,9            | 23,9            | 42,8            |
| Середній максимум, °C                 | 14,5            | 16,4            | 17,7            | 19,1            | 20,4            | 21,9            | 22,2            | 22,8            | 23,4            | 22,1            | 18,1            | 14,6            | 19,4            |
| Середній мінімум, °C                  | 6,8             | 8,2             | 9,2             | 10,0            | 11,5            | 12,8            | 13,4            | 14,2            | 13,9            | 12,4            | 9,5             | 7,1             | 10,8            |
| Абсолютний мінімум, °C                | −1,1            | −1,7            | 1,1             | 2,8             | 6,1             | 8,9             | 10,6            | 10,0            | 8,9             | 6,1             | 2,2             | −3,3            | −3,3            |
| Днів з дощем                          | 10,8            | 10,5            | 10,6            | 5,9             | 3,4             | 1,0             | 0,1             | 0,4             | 1,2             | 3,6             | 7,9             | 10,4            | 65,8            |
| ------------------------------------- | --------------- | --------------- | --------------- | --------------- | --------------- | --------------- | --------------- | --------------- | --------------- | --------------- | --------------- | --------------- | --------------- |
| Джерело: NOAA (extremes 1970–present) |                 |                 |                 |                 |                 |                 |                 |                 |                 |                 |                 |                 |                 |

## Демографія
Згідно з переписом 2010 року, у місті мешкали 390 724 особи в 153 791 домогосподарстві у складі 83 718 родин. Густота населення становила 1934 особи/км².  Було 169710 помешкань (840/км²).
Расовий склад населення:
| - 34,5 % — білих - 28,0 % — чорних або афроамериканців - 16,8 % — азіатів - 0,8 % — корінних американців - 0,6 % — вихідців з тихоокеанських островів - 13,7 % — осіб інших рас |

До двох чи більше рас належало 5,6 %. Частка іспаномовних становила 25,4 % від усіх жителів.
За віковим діапазоном населення розподілялося таким чином: 21,3 % — особи молодші 18 років, 67,6 % — особи у віці 18—64 років, 11,1 % — особи у віці 65 років та старші. Медіана віку мешканця становила 36,2 року. На 100 осіб жіночої статі у місті припадало 94,2 чоловіків;  на 100 жінок у віці від 18 років та старших — 91,8 чоловіків також старших 18 років.
Середній дохід на одне домашнє господарство  становив 83 048 доларів США (медіана — 54 618), а середній дохід на одну сім'ю — 95 387 доларів (медіана — 61 210). Медіана доходів становила 51 243 долари для чоловіків та 50 868 доларів для жінок. За межею бідності перебувало 20,4 % осіб, у тому числі 28,6 % дітей у віці до 18 років та 14,0 % осіб у віці 65 років та старших.
Цивільне працевлаштоване населення становило 199 105 осіб. Основні галузі зайнятості: освіта, охорона здоров'я та соціальна допомога — 24,4 %, науковці, спеціалісти, менеджери — 16,1 %, мистецтво, розваги та відпочинок — 11,5 %, роздрібна торгівля — 9,3 %.

## Економіка
Окленд є одним з найбільших портів західного узбережжя США. В місті розмішені такі великі корпорації як Kaiser Permanente та Clorox, також штаб-квартири корпорацій, що спеціалізуються у роздрібному продажу — Dreyer's та Cost Plus World Markets.

## Злочинність
Рівень злочинності в багатьох районах міста дуже високий. За даними ФБР в 2005 році Окленд займав перше місце за рівнем вбивств у Каліфорнії і десяте місце в США серед міст з населенням більше 250.000 осіб.

## Спорт
В Окленді базуються відомі професійні спортивні команди: «Окленд Атлетикс» (англ. Oakland Athletics, Головна бейсбольна ліга), «Окленд Рейдерс» (англ. Oakland Raiders, Національна футбольна ліга), «Голден-Стейт Ворріорс» (англ. Golden State Warriors, Національна баскетбольна асоціація).

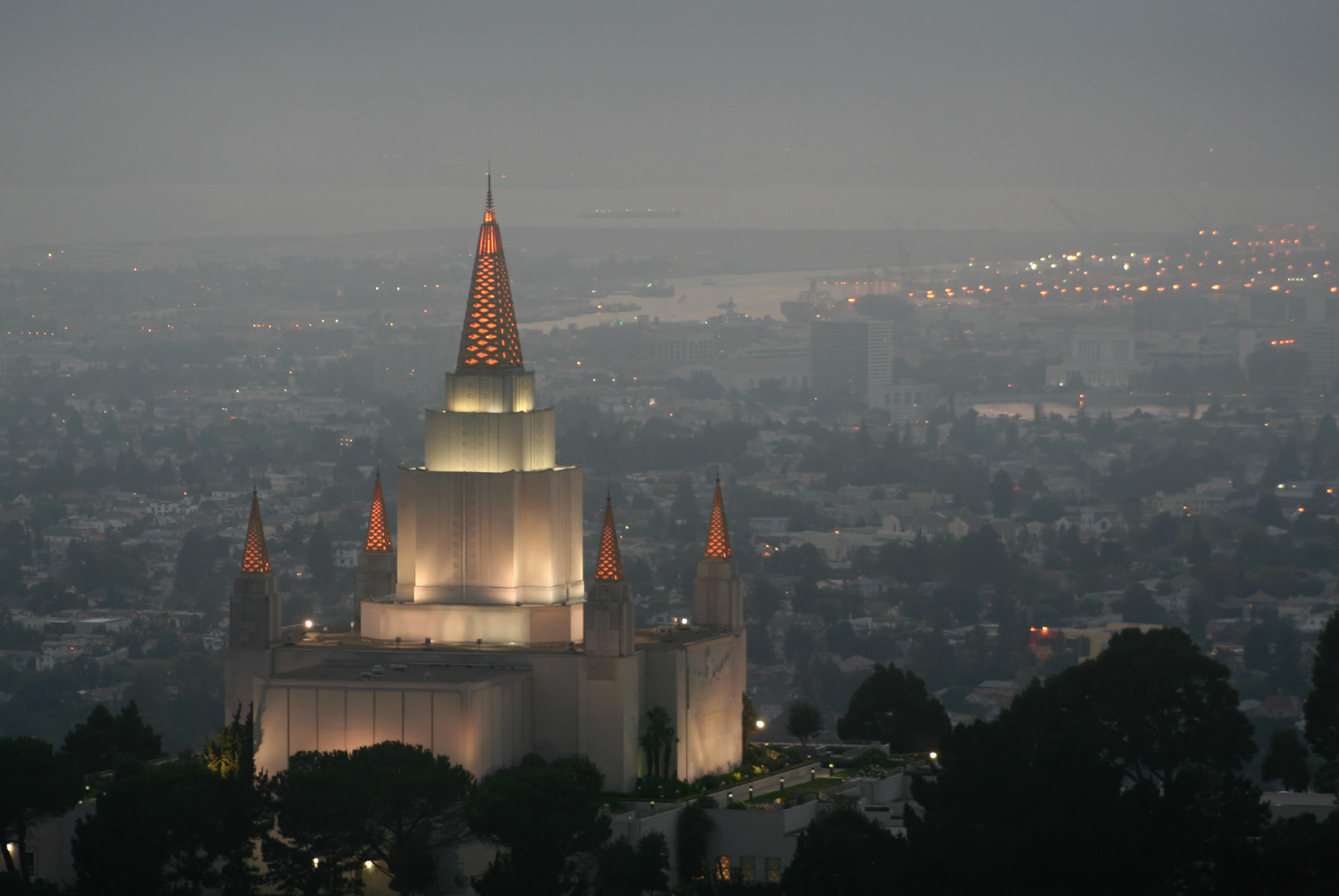
Храм мормонів у Окленді
Розташування міста на карті із мостами

## Міста-побратими
- Агадір (араб. كادير, фр. Agadir), Марокко
- Далянь (кит. трад. 大连, спр. 大連, піньїнь Dàlián), Китай
- Дананг (в'єт. Đà Nẵng), В'єтнам
- Находка, Приморський край, Росія
- Очо-Ріос (англ. Ocho Rios), Ямайка
- Сантьяго-де-Куба (ісп. Santiago de Cuba), Куба
- Секонді-Такораді (англ. Sekondi-Takoradi), Гана
- Фукуока (яп. 福岡市), Японія

## Відомі люди
- Етель Грей Террі (1882—1931) — американська акторка німого кіно і танцюристка
- Вілліс Гарольд О'Браєн (1886—1962) — американський аніматор та режисер
- Сідні Говард (1891—1939) — американський драматург і сценарист
- Чарльз Томас Бартон (1902—1981) — американський кінорежисер
- Джордж Стівенс (1904—1975) — американський кінорежисер, продюсер, сценарист та оператор
- Дороті Рів'єр (1904—1993) — американська акторка 1920-х і 1930-х років
- Пітер Гансен (1921—2017) — американський актор
- Марк Гемілл (* 1951) — американський актор.